# حكاية إسكندر ذو القرنين

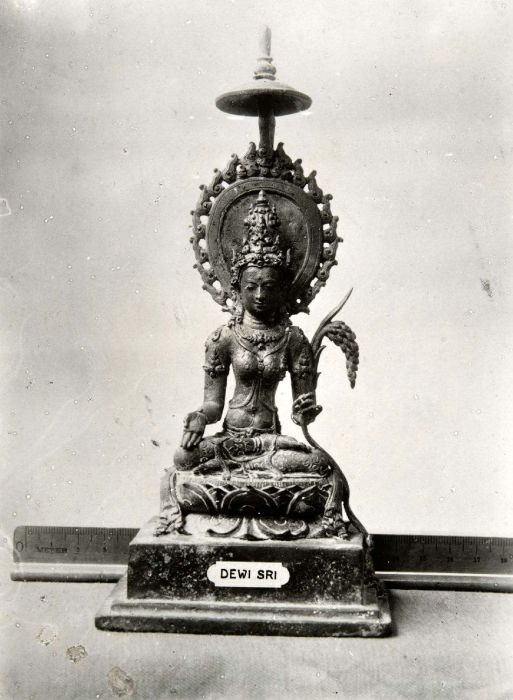

حكايات إسكندر ذو القرنين هي ملحمة ملايوية تصف مآثر خيالية للإسكندر ذو القرنين، حيث تعتقد الملحمة أن الإسكندر الأكبر وذا القرنين هما شخص واحد. يرجع تاريخ أقدم مخطوطة موجودة إلى عام 1713، لكنها في حالة سيئة. قام محمد سينج سعيد الله بنسخ مخطوطة أخرى حوالي عام 1830.
تزعم الملحمة أن ذا القرنين كان ملك عظيم حكم مباشرة ممالك مينانغكاباو في سومطرة بإندونيسيا. وهناك «نسخة سومطرية» للملحمة.